# Nova Jérsia
Nova Jérsia (português europeu) ou Nova Jérsei (português brasileiro), também chamada em português de Nova Jersey (em inglês:  New Jersey), é um dos 50 estados dos Estados Unidos, localizado na região Região nordeste do país. É o quarto menor estado em área do país, superando apenas Connecticut, Delaware e Rhode Island. Apesar de sua pequena extensão territorial, Nova Jérsia, com seus 9 288 994 habitantes, é o décimo primeiro estado mais habitado dos Estados Unidos. Com a sua grande população e diminuta área, Nova Jérsia é o estado mais densamente habitado do país. Destaca-se por ser o único estado norte-americano onde a maioria da população, de todos os seus condados, mora maioritariamente em áreas urbanas.
A economia da Nova Jérsia depende primariamente de seu setor de manufatura e da prestação de serviços de transporte. Nova Jérsia é um dos estados mais industrializados do país. Os produtos industrializados fabricados no estado, bem como outros produtos produzidos em estados vizinhos, são exportados através do porto da Nova Jérsia, ao longo dos rios Hudson e Delaware. Este porto é o segundo centro portuário mais movimentado do país, atrás apenas do porto de New Orleans, no estado da Louisiana. Nova Jérsia é também um dos líderes nacionais da produção de produtos químicos.
O turismo é também uma das principais fontes de renda da Nova Jérsia. As principais atrações turísticas do estado são suas numerosas praias — localizadas em regiões relativamente pouco povoadas, em contraste com as numerosas grandes cidades industriais da Nova Jérsia. Inúmeras pequenas cidades dependem do turismo. Além disso, seus numerosos jardins e parques renderam ao estado o cognome de Garden State (estado horta).
Um dos ditos populares da Nova Jérsia é que ela foi o "cockpit" da Guerra da Independência dos Estados Unidos. Mais de cem batalhas e confrontos entre milícias norte-americanas e tropas britânicas foram realizadas em Nova Jérsia. A mais famosa delas ocorreu em 26 de dezembro de 1776, quando George Washington realizou sua famosa travessia do rio Delaware, durante a batalha de Trenton. Após a independência dos Estados Unidos em 1783, Nova Jérsia tornou-se o terceiro estado norte-americano, ao ratificar a Constituição dos Estados Unidos, em 18 de dezembro de 1787.

## História

### Até 1787
A região que atualmente constitui a Nova Jérsia era habitada originalmente pela tribo nativo estadunidense lenape, parte do grupo dos algonquinos. Lenape significa "povo genuíno", e os indígenas assim chamavam sua tribo. Porém, os primeiros europeus a terem contato com tais nativos os chamaram de delaware. Estes nativos viviam da caça, da coleta de fruta e do cultivo de milho.
O primeiro explorador europeu a avistar o litoral da Nova Jérsia foi o italiano a serviço da coroa inglesa John Cabot. O primeiro explorador a desembarcar no litoral da Nova Jérsia foi, por sua vez, o explorador italiano Giovanni da Verrazzano. Em 1609, o explorador inglês Henry Hudson desembarcou na baía de Sandy Hook, e também explorou o rio Hudson. Os neerlandeses iniciaram seus esforços de exploração e colonização da região na década de 1610. Em 1614, o neerlandês Cornelius May explorou o rio Delaware. Em 1620, um posto comercial foi fundado em Bergen, que atualmente faz parte de Jersey City. Em 1623, o Fort Nassau foi construído às margens do rio Delaware, e Jersey City foi fundada. Em 1630, os neerlandeses fundariam um forte, chamado Pavonia, onde atualmente está localizada Jersey City. Nova Jérsia, então, passou a ser reivindicada pela Companhia Holandesa das Índias Ocidentais (WIC), responsável pela administração das colônias neerlandesas na América do Norte, os Novos Países Baixos.
A partir de 1638, suecos também passaram a explorar e fundar pequenos assentamentos em Nova Jérsia. O primeiro destes assentamentos foi o Fort Elfsborg, fundado ainda em 1638. A Companhia Holandesa das Índias Orientais expulsou os suecos da região em 1655. Menos de uma década depois, em 1664, os ingleses expulsaram os neerlandeses da região. O monarca inglês, o rei George II, cedeu a região que constitui atualmente Nova Jérsia para seu irmão, James. Este, por sua vez, deu à região seu nome atual — New Jersey -, em homenagem a George Carteret, que havia servido anteriormente como um governador de Jersey, uma ilha no Canal da Mancha — e cedeu a região para dois amigos, John Berkeley e George Carteret.
Berkeley e Carteret imediatamente ofereceram Nova Jérsia, a baixos preços, e a qualquer comprador capaz de comprar estas terras, independentemente de credo político ou religioso. Em 1674, um grupo de quakers, liderados por Edward Byllynge, comprou as terras administradas por Berkeley. Dois anos depois, Byllynge instituiria o primeiro governo colonial inglês nas terras compradas de Berkeley. Assim sendo, Nova Jérsia foi efetivamente dividida em dois, Nova Jérsia Ocidental, governada pelos quakers, e Nova Jérsia Oriental, ainda controlada e administrada por Carteret. Este governou Nova Jérsia Oriental até sua morte, em 1680. Dois anos depois, a Nova Jérsia Oriental seria comprada por uma sociedade quaker, chamada de Twenty-Four Proprietors (24 Proprietários). A liberdade de credo religioso atraiu muitos irlandeses católicos, batistas e puritanos. Nova Jérsia passou a prosperar com o cultivo de tabaco. Grande números de afro-americanos foram trazidos do continente africano para servir como mão-de-obra escrava nos cultivos de tabaco.
Tanto as terras da Nova Jérsia Ocidental quanto as da Nova Jérsia Oriental eram propriedade de dois grupos quakers, que dominavam politicamente e economicamente ambas as colônias. Todos os fazendeiros da Nova Jérsia alugavam estas terras, sendo forçados a ceder parte de suas colheitas ou uma taxa em dinheiro para o governo colonial. Isto revoltou muitos dos habitantes em ambas as colônias. Em 1702, tanto Byllynge quanto o grupo Twenty-Four Proprietors abriram mão de suas colônias, que foram unificadas e passaram a ser governados pelo governador da colônia da Nova Iorque. Então, a Nova Jérsia unificada tinha cerca de 14 mil habitantes. Muitas pessoas em Nova Jérsia continuaram revoltadas pelo fato de que ela não tinha direito a seu próprio governador. Constantes protestos forçaram os britânicos a dar à população da Nova Jérsia o direito de eleger seu próprio governador. Desde 1702 até 1775, Nova Jérsia teve duas capitais, Perth Amboy e Burlington, anteriormente capitais das colônias da Nova Jérsia Ocidental e Oriental, respectivamente.
O governo da Nova Jérsia, até 1755, era composta por um governador indicado pelo monarca britânico mais um conselho colonial composto por 12 membros, também indicados pelo monarca britânico, e uma assembleia legislativa cujos membros eram eleitos pela população da colônia. Apenas pessoas do sexo masculino, que tinham propriedades cujo valor total fosse de no mínimo 50 libras — que valiam cerca de 2,2 mil USD norte-americanos, em valores atuais. A população da Nova Jérsia cresceu rapidamente, para 30 mil habitantes em 1726, 100 mil habitantes em 1760 e mais de 120 mil em 1775.
A partir da década de 1760, a população da Nova Jérsia passou a tornar-se cada vez mais descontente em relação às políticas impostas pelo Reino Unido nas Treze Colônias, incluindo Nova Jérsia. Estas políticas aumentavam ou criavam impostos ou restringiam a independência das colônias em relação à metrópole. A maior parte da população da Nova Jérsia era a favor do movimento pela independência das Treze Colônias, em parte por causa destas leis, em parte por causa da população não britânica da Nova Jérsia, que era maior do que a população de ascendência britânica. Grande número de neerlandeses, alemães, suecos, belgas e outros grupos étnicos que viviam em Nova Jérsia eram em sua maior parte contra as medidas impostas pelos britânicos. Em 1774, um grupo de habitantes nova-jersianos, vestidos como nativos indígenas, queimaram um estoque de chá britânico em Greenwich, na Queima do Chá de Greenwich, um evento baseado na Festa do Chá de Boston, de 1773.
A Guerra da Independência dos Estados Unidos teve início em 1775. Nova Jérsia declarou sua independência em 2 de julho de 1776 e, no mesmo dia, adotou sua própria constituição. Em 24 de novembro de 1778, Nova Jérsia ratificou os artigos da Confederação.

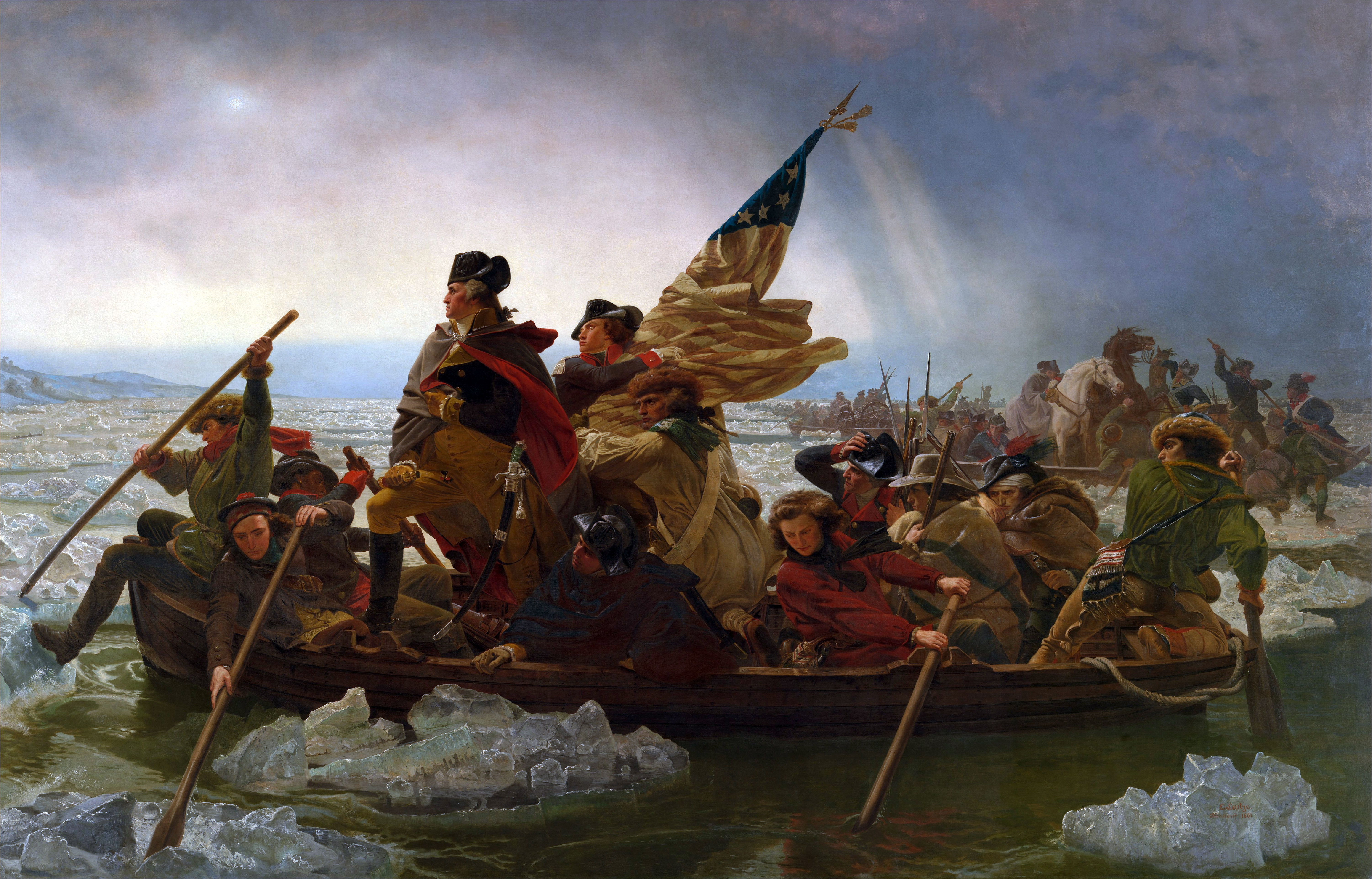
Pintura de Emanuel Leutze da famosa travessia do Rio Delaware pelo comandante das forças rebeldes americanas, George Washington, na Batalha de Trenton.

Grande número da Nova-jersianos lutaram a favor dos rebeldes norte-americanos, embora um pequeno número, primariamente de ascendência britânica, lutaram ao lado dos britânicos. Apesar de seu pequeno tamanho, Nova Jérsia foi o principal palco de batalha da Guerra da Independência dos Estados Unidos, em grande parte, por causa de sua localização estratégica, próxima às grandes cidades da Nova Iorque e Filadélfia. Cerca de 100 batalhas ocorreram em Nova Jérsia, mais do que em qualquer outro estado estadunidense, o que rendeu ao futuro estado o dito popular de The Cockpit of the Revolution (o estado cabine). Destas batalhas, destacam-se Trenton (1776), Princenton (1777) e Monmouth (1778). Durante a batalha de Trenton, George Washington realizou a famosa travessia do rio Delaware, capturando uma força britânica que foi pega de surpresa, tendo sido a primeira grande vitória norte-americana na guerra pela independência.
Após a independência dos Estados Unidos em 1783, Trenton serviu como a capital provisória do país, entre 30 de junho de 1823 e 24 de dezembro do mesmo ano; e entre 1 de novembro de 1824 e 24 de dezembro do mesmo ano. Em 1787, foi realizada no país uma convenção constitucional, onde oficiais da Nova Jérsia lutaram pela representação igualitária de todos os estados norte-americanos no Congresso, assim, favorecendo os estados de menor população, através do Plano Nova Jérsia. Outros estados, como a Pensilvânia e Nova Iorque, eram a favor de representação popular (de acordo com a população do estado). A convenção constitucional decidiu por um meio-termo, o chamado Great Compromise, com um Senado de representação igualitária, mas uma Câmara dos Representates onde cada estado teria direito a um número de representantes, de acordo com a sua população. Em 18 de dezembro de 1787, Nova Jérsia tornou-se oficialmente o terceiro estado norte-americano, ao ratificar a Constituição dos Estados Unidos.
Nova Jérsia tornou-se o último estado do norte do país a abolir o uso do trabalho escravo, aprovando um ato que gradualmente aboliu a escravidão, em 15 de fevereiro de 1804, e que liberava inicialmente todos os filhos de escravos quando estes alcançassem 25 anos de idade, no caso de escravos do sexo masculino, ou 21 anos de idade, no caso de escravas do sexo feminino. Até então, qualquer pessoa livre com mais de 21 anos, que possuísse uma quantidade mínima de propriedade — apenas 50 libras esterlinas, pequena em comparação a outros estados, à época — tinha o direito de votar. Neste ano, porém, o direito de voto das mulheres foi removido. Ainda em 1804, um dos mais famosos duelos da história dos Estados Unidos ocorreu em Weehawken. Ali, o então vice-presidente norte-americano, Aaron Burr, enfrentou e matou um rival político, Alexander Hamilton.
Porém, nas primeiras décadas como estado, muito do poder do governo da Nova Jérsia estava centralizado no legislativo estadual. Apesar de os habitantes da Nova Jérsia terem o direito de eleger seus senadores e representantes, não tinham o direito de eleger o governador, que era eleito pelo legislativo. Ao longo das primeiras décadas do século XIX, a população da Nova Jérsia passou a pressionar por mudanças que fizessem o governo do estado mais democrático. Esta pressão fez com que uma nova constituição estadual fosse aprovada em 1884, separando oficialmente os poderes do governo entre o executivo, legislativo e o judiciário, criando uma Carta de Direitos e dando à população da Nova Jérsia o direito de eleger o seu governador.
Nova Jérsia foi um dos primeiros estados norte-americanos a sofrer os efeitos da revolução industrial norte-americana. Na década de 1790, Nova Jérsia já era um dos maiores pólos têxteis do país. A localização estratégica do estado, entre as cidades da Nova Iorque (localizada no Estado homônimo) e Filadélfia (no estado da Pensilvânia), que estavam em rápido processo de industrialização, bem como localizada entre a Nova Inglaterra e o sul dos Estados Unidos fez com este processo de rápida industrialização fosse acelerado a partir da década de 1820. Apenas nesta década, cerca de 900 km de estradas foram construídas por 50 companhias diferentes. Ao longo das décadas seguintes, diversos canais seriam construídos, como o canal Morris, conectando o rio Delaware e o oceano Atlântico, e o canal de Delaware e Raritan, conectando os rios homônimos, e que permaneceria em operação até 1934; bem como de diversas ferrovias. A partir da década de 1830, Nova Jérsia passou a ser um dos maiores pólos siderúrgicos e ferroviários do país.
Durante a guerra civil dos Estados Unidos, cerca de 88 mil nova-jersianos lutaram ao lado das tropas norte-americanas contra os confederados. Porém, uma parcela considerável da população era a favor dos últimos. A maioria da população votou contra a reeleição de Abraham Lincoln nas eleições presidenciais norte-americanas de 1864 — um dos três estados da União onde isto ocorreu, os outros foram Delaware e Kentucky, estados de fronteira. Após o final da guerra civil em 1865, o governo da Nova Jérsia inicialmente recusou-se a ratificar as emendas à constituição norte-americana, que davam aos afro-americanos o direito de voto e aboliam definitivamente o uso do trabalho escravo no país.
O processo de rápida industrialização continuou ao longo das últimas décadas do século XIX. Diversas novas ferrovias foram inauguradas, e grandes complexos portuários foram construídos às margens dos rios Hudson e do Delaware. Rapidamente, Nova Jérsia tornou-se um dos pólos portuários e ferroviários mais movimentados do país. Este processo de industrialização atraiu centenas de milhares de pessoas de outros estados e imigrantes, desde a década de 1820. Inicialmente, a maioria dos imigrantes era de alemães ou irlandeses. Grandes números de italianos chegaram nas décadas de 1880 e 1890. Atualmente, os italianos formam o maior grupo étnico do estado.
Nova Jérsia também tornou-se um grande pólo financeiro nas últimas décadas do século XIX. Centenas de companhias industriais e financeiras e diversas grandes corporações instalaram suas sedes no estado. Um dos principais motivos da ascensão da Nova Jérsia no mercado financeiro norte-americano foi o fato que Nova Jérsia permitia a prática de monopólios e trustes, o que atraiu muitas corporações controladas por uma única empresa. No restante do país, a prática de monopólio e trusts era proibida.

### 1900–Tempos atuais
O rápido processo de industrialização em Nova Jérsia continuou ao até o início da década de 1930. Este processo de industrialização causou profundas mudanças na demografia do estado, como o grande fluxo populacional de áreas rurais para áreas urbanas. Em 1900, mais da metade da população da Nova Jérsia vivia em áreas urbanas. Entre 1900 e 1930, a população da Nova Jérsia duplicou. No mesmo período, o valor total dos produtos industrializados fabricados no estado aumentou de 500 000 000 USD para mais de 4 000 000 000. Porém, as práticas monopolistas, os trustes e as corporações desagradaram muito a população da Nova Jérsia.
Em 1910, Woodrow Wilson foi eleito governador do estado prometendo acabar com os abusos das corporações, dos monopólios e dos trustes. Sob sua liderança, o governo da Nova Jérsia aprovou diversas leis. Algumas delas davam maiores direitos trabalhistas aos trabalhadores, enquanto outras impuseram grandes restrições à prática das corporações, dos monopólios e dos trustes. Por causa destas medidas, Wilson tornou-se imensamente popular no estado. Estas medidas posteriormente ajudaram Wilson a vencer — apenas dois anos após como governador da Nova Jérsia — as eleições presidenciais norte-americanas de 1912.
A primeira guerra mundial aumentou significativamente a importância da Nova Jérsia como um centro portuário, um dos mais movimentados do país, bem como estimulou a industrialização no estado. Porém, Nova Jérsia sofreu muito com a Grande Depressão da década de 1930, onde diversas empresas faliram, e diversas fábricas e estabelecimentos comerciais fecharam ou foram obrigados a demitir trabalhadores e abaixar salários, causando altas taxas de desemprego, pobreza e miséria entre a população. Os efeitos adversos da Grande Depressão terminaram com a entrada dos Estados Unidos na segunda guerra mundial, em 1941. Ao longo da guerra, Nova Jérsia serviu como um centro importante de manufatura, produzindo primariamente equipamentos de comunicação e armamento. A produção de produtos químicos tornou-se uma das principais fontes de renda do estado, e ao final da guerra Nova Jérsia era uma das líderes nacionais na produção de produtos químicos em geral do país, sendo um dos líderes nacionais nesse setor até os dias atuais.
A década de 1950 foi marcada pela expansão do processo de urbanização — até então concentrado nos condados próximos às regiões metropolitanas da cidade da Nova Iorque e Filadélfia — em condados anteriormente dominados por comunidades rurais, acompanhado pela industrialização das mesmas. Este processo continuou em grande escala até a década de 1970, diminuído desde então. Atualmente, todos os condados da Nova Jérsia são primariamente urbanos. O turismo passou a ser uma fonte de renda importante no estado, graças especialmente às suas praias.
Durante a década de 1960, Nova Jérsia enfrentou o problema do empobrecimento de diversas cidades que dependiam primariamente da indústria de manufatura — especialmente Newark e Camden. A população destas cidades morando em guetos aumentou rapidamente, enquanto que a população da classe média mudava-se para subúrbios destas cidades industriais. Estes guetos eram predominantemente habitados por afro-americanos, enquanto os subúrbios passaram a serem habitados predominantemente por brancos, segregando a população do estado. Os problemas enfrentados pela população afro-americana pobre eram largamente ignorados pelos municípios e pelo governo estadual, o que levou a diversos conflitos e motins, dos quais o mais grave ocorreu em julho de 1967, em diversas cidades. Este motim popular perdurou por dias, e causou a morte de 26 pessoas, feriu mais de mil, e causou um prejuízo estimado em 12,5 milhões de USD.
A crescente população da Nova Jérsia vivendo na pobreza fez com que os gastos do governo em programas de assistência sócio-econômica subissem drasticamente durante a década de 1960. O governo da Nova Jérsia passou a buscar por formas de arcar com os custos elevados destes programas. Em 1969, a população aprovou em um referendo a criação de uma loteria estadual, que forneceria fundos ao sistema de escolas públicas e ao governo.
Em 1976, o governo da Nova Jérsia aprovou a criação do primeiro imposto de renda do estado e, em um referendo, a população permitiu que cassinos fossem construídos em Atlantic City. Os fundos gerados pelos impostos cobrados dos cassinos em Atlantic City — que fizeram da cidade um grande pólo turístico — seriam utilizados em programas de assistência sócio-econômica.
Nas últimas décadas, Nova Jérsia tem enfrentado grandes problemas ambientais, por causa de sua grande população e de sua pequena extensão territorial. Um destes problemas é a falta de localização adequadas para a criação de aterros sanitários para o estoque de resíduos, fazendo com que em 1987 o governo aprovasse uma lei que obrigava todos os condados do estado a reciclarem seus resíduos. Em 1988, Nova Jérsia inaugurou um incinerador, com o intuito de gerar eletricidade, utilizando resíduos como combustível.
Os imensos gastos do estado em programas de assistência sócio-econômica continuam a ser outro grave problema enfrentado por Nova Jérsia, causado por sua grande densidade populacional e pela sua população predominantemente urbana.

## Geografia
Nova Jérsia limita-se ao norte com Nova Iorque, a leste com Nova Iorque e o oceano Atlântico, ao sul com Delaware (através da baía de Delaware), e a oeste com Delaware e Pensilvânia.
Com quase 23 mil km², é o quarto menor estado americano em área do país. O litoral da Nova Jérsia possui 209 km de extensão, contando o litoral formado por ilhas oceânicas e baías, tal como a baía de Delaware, localizada ao sul da Nova Jérsia. Os principais rios da Nova Jérsia são o Hudson e Delaware. O último desemboca na baía homônima. A baía de Delaware serve como uma fronteira natural entre Nova Jérsia e o estado de Delaware; já o rio homônimo atua como fronteira entre Nova Jérsia e seus vizinhos a oeste, Delaware e Pensilvânia. O rio Hudson, localizado no extremo nordeste do estado, atua como uma fronteira natural entre Nova Jérsia e Nova Iorque. O trecho do rio Hudson entre os estados da Nova Jérsia e Nova Iorque abriga um dos maiores e mais movimentados complexos portuários do mundo. O estado possui cerca de 800 lagos de pequeno porte. Florestas cobrem cerca de 40% de sua área.
Nova Jérsia pode ser dividida em quatro distintas regiões geográficas:
- A Região dos Vales e Serras do Apalache ocupa uma estreita faixa de terra no noroeste da Nova Jérsia. Caracteriza-se pelo terreno montanhoso, formado por estreitos vales e serras, que correm paralelamente, pouco acima da região central na fronteira com a Pensilvânia até o nordeste da Nova Jérsia, estendendo-se do estado da Nova Iorque até o Alabama. É nesta região que se localiza o ponto mais alto do estado, o High Point, com 550 m de altitude;
- Os Planaltos da Nova Inglaterra, que estendem-se desde o estado da Nova Iorque até a Pensilvânia. A região caracteriza-se pela sua relativa alta altitude e pelo seu solo pouco acidentado. Envolve toda a Região dos Vales e Serras do Apalache;
- O Piemonte envolve a região dos Planaltos da Nova Inglaterra, estendendo-se desde a Pensilvânia até o estado da Nova Iorque (nacionalmente, estende-se do último até o Alabama)e cobre cerca de 20% da área do estado. O Piemonte é a região mais populosa; cerca de 60% da população mora dentro do Piemonte. Caracteriza-se pela suas baixas altitudes, pelo seu solo fértil e pelo seu terreno pouco acidentado;
- As Planícies Costeiras do Atlântico cobrem mais de 60% da Nova Jérsia, ocupando toda a região centro-sul do estado. Caracteriza-se pelo terreno plano e muito pouco acidentado, pelo solo muito fértil e pela baixa altitude — nenhuma parte desta região possui mais do que 30 m de altitude.

### Clima

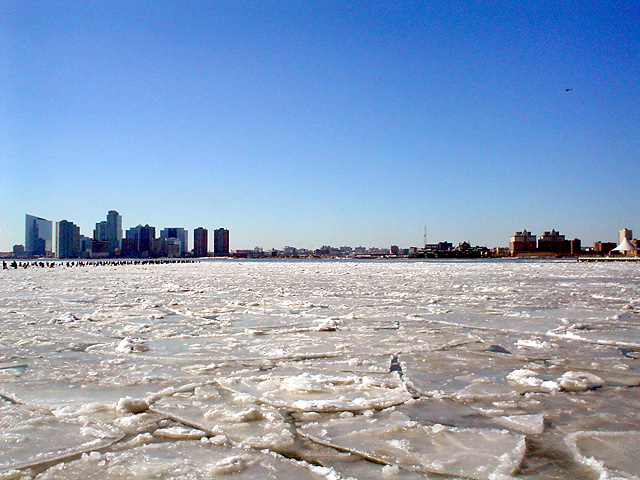
Imagem do Rio Hudson no inverno.

Nova Jérsia possui um clima temperado. Devido à sua pequena extensão territorial e sua pouca variação em altitude, as temperaturas médias não variam muito de região para região. As menores médias são registrados no norte, relativamente distante de grandes corpos d'água, e situados em maior altitude, em comparação a outras regiões do estado.
A temperatura média no inverno é de 1 °C no extremo sul e de -3 °C na Região dos Vales e Serras do Apalache. A temperatura mais baixa já registrada foi de -37 °C, em Riverdale, em 5 de janeiro de 1904. No verão, a temperatura média no extremo sul é de 24 °C, e na Região dos Vales e Serras do Apalaches, de 21 °C. A temperatura mais alta já registrada na Nova Jérsia foi de 43 °C, registrada em Runyon, em 10 de julho de 1936.
O sul da Nova Jérsia recebe em média cerca de 115 cm anuais de precipitação de chuva, enquanto a região montanhosa do norte recebe cerca de 130 cm. As taxas de precipitação média anual de neve variam entre 33 cm no sul a 114 cm no norte.

## Política

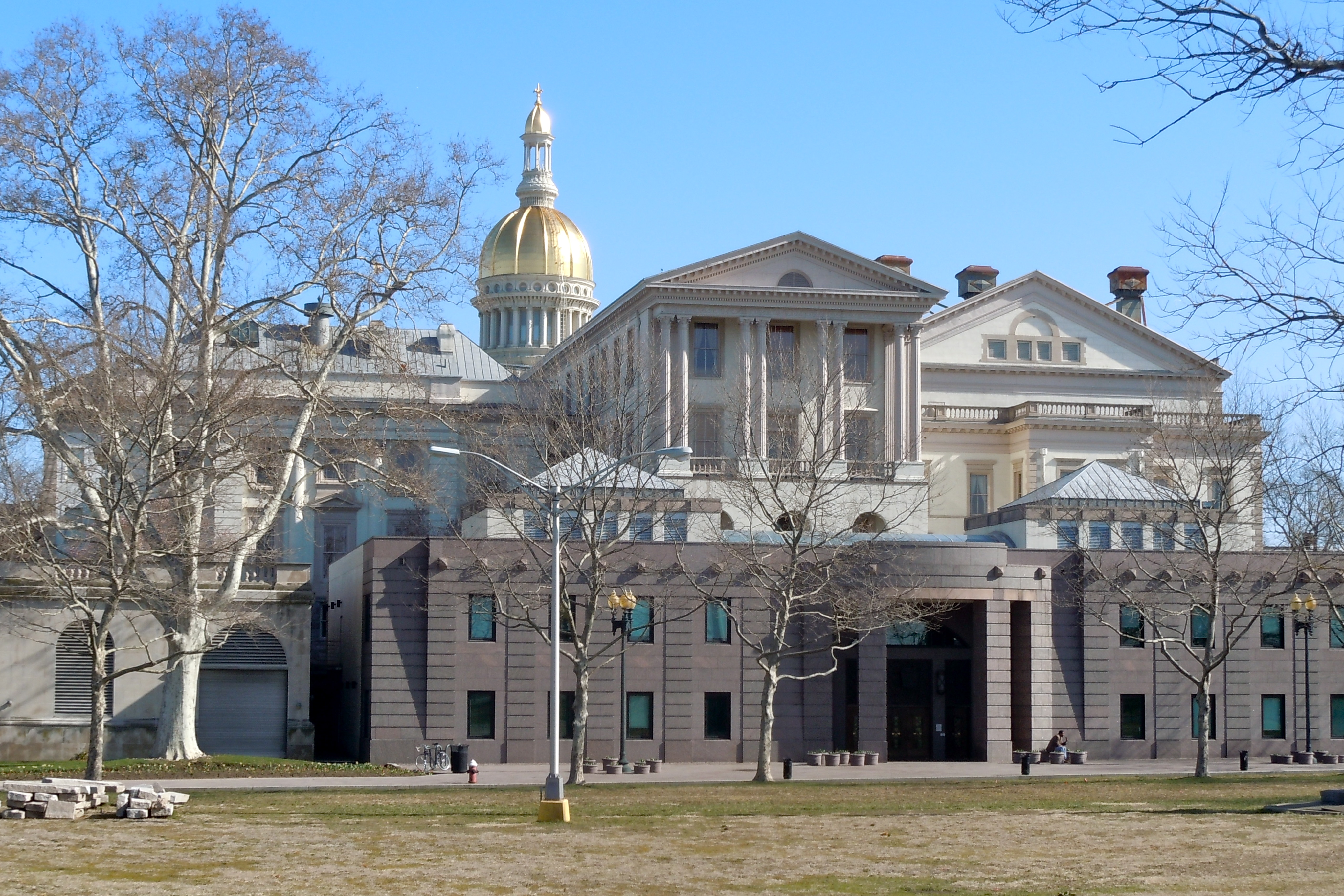
Capitólio Estadual da Nova Jérsia em Trenton.

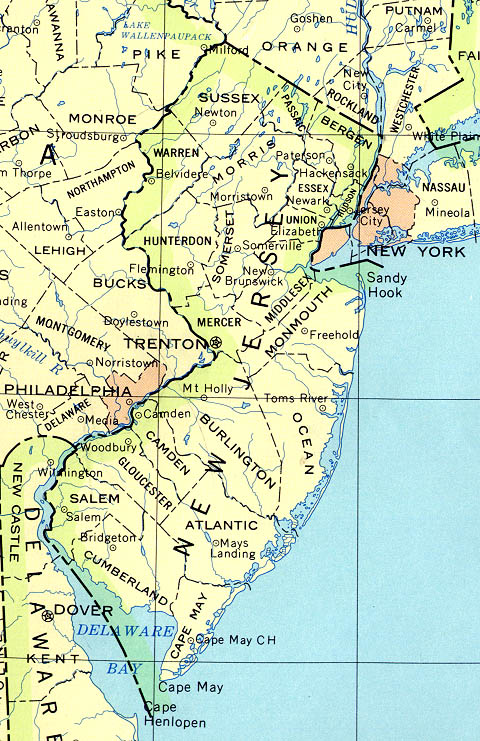
Mapa da Nova Jérsia e de seus 21 condados

Em suas primeiras décadas como estado norte-americano, o governo da Nova Jérsia estava centralizado no legislativo, que possuía grande poder. Cada condado da Nova Jérsia tinha direito a um senador e a um número de representantes (que dependia do número de habitantes de cada condado) para atuar no Senado e na Assembleia Geral do Estado. Estes senadores e representantes eram eleitos diretamente pela população, e qualquer pessoa livre com mais de 21 anos de idade, e que possuísse uma quantidade mínima de propriedade própria, que valesse no mínimo 50 libras esterlinas, tinha o direito a voto, independentemente de seu sexo. Os governadores, os juízes e outros oficiais importantes do executivo eram escolhidos pelo legislativo e, como tal, possuíam pouco poder. O direito de voto para pessoas do sexo feminino seria retirado, porém, em 1807.
A partir de 1844, os governadores da Nova Jérsia passaram a ser eleitos diretamente pela população, e o governador passou a escolher os juízes, diminuindo assim o poder do legislativo. Em 1947, dois anos após o final da guerra, Nova Jérsia adotou sua atual constituição, reorganizando o judiciário do estado e elevando os mandatos dos governadores de três a quatro anos.
A atual Constituição da Nova Jérsia foi adotada em 1947. A primeira constituição foi aprovada em 1776, com uma segunda tendo sido aprovada em 1844. Emendas à constituição são propostas pelo poder legislativo, e para ser aprovada precisa de ao menos 60% dos votos do Senado e da Assembleia Geral e, então, de 51% ou mais de aprovação da população eleitoral do estado, em um referendo. Esta é a única forma de realizar emendas à constituição. Nova Jérsia não permite a adoção de emendas através do processo de iniciativa e referendo — uma petição — nem através de convenções constitucionais.
O principal oficial do poder executivo da Nova Jérsia é o governador. Este é eleito pelos eleitores do estado para mandatos de até quatro anos de duração. Uma dada pessoa pode exercer o cargo de governador quantas vezes quiser, embora não possa exercer tal cargo duas vezes consecutivas. O governador da Nova Jérsia possui a responsabilidade de escolher diversos oficiais de alto escalão, como o comissionado do sistema bancário e financeiro do estado, o tesoureiro, o attorney general e o secretário de Estado, entre outros oficiais-chave.
O poder legislativo da Nova Jérsia é constituído pelo Senado e pela Assembleia Geral. O Senado possui um total de 40 membros, enquanto que a Assembleia Geral possui um total de 80 membros. Nova Jérsia está dividida em 40 distritos legislativos. Os eleitores de cada distrito elegem um senador e dois representantes, que irão representar tal distrito no Senado/Assembleia Geral. Membros da assembleia são eleitos pela população de seus distritos para mandatos de até quatro anos de duração. O termo de ofício dos senadores, por outro lado, varia de acordo com o ano da eleição. Eleições para o Senado são realizadas todo ano quando o censo norte-americano é também realizado (que é feito a cada dez anos, tendo o último censo ocorrido em 2000). Nestas eleições, o termo de ofício dos senadores é de apenas dois anos. Nas duas próximas eleições a seguir, os senadores serão eleitos para mandatos de quatro anos de duração, até o próximo censo, onde o ciclo se repete.
A corte mais alta do poder judiciário do estado é o Tribunal Supremo da Nova Jérsia, composta por sete juízes, incluindo um chefe de justiça. Estes juízes são eleitos pela população para mandatos de até dez anos de duração. A segunda corte judiciária mais alta é o Tribunal Superior da Nova Jérsia, composta por 362 juízes diferentes. Todos os juízes da Nova Jérsia são indicados pelo governador e sujeitos à aprovação do legislativo estadual. Todos estes juízes são escolhidos para mandatos de até sete anos de duração. Caso sejam novamente reindicados pelo governador, os juízes possuem o direito de atuar no cargo de juiz até os 70 anos de idade.
Nova Jérsia está dividido em 21 condados. O governo destes condados possui o nome de Board of Chosen Freeholders, que em português significa "Conselho dos Seguradores Livres Escolhidos". A origem do nome do governo destes condados possui suas origens nos tempos onda Nova Jérsia era uma colônia britânica, época onde apenas os proprietários podiam assumir posições políticas. Estes conselhos possuem um total de três a nove membros eleitos pela população dos respectivos condados, para mandatos de até três anos de duração. Estes membros são chamados de freeholders' (seguradores livres). Nova Jérsia também está dividida em distritos (boroughs) e municipalidades (townships), que por sua vez, estão divididos em cidades primárias (cities), cidades secundárias (towns) e vilas (villages). O estado possui no total 566 distritos, municipalidades, cidades e vilas diferentes.
Cerca de 75% da receita do orçamento do governo da Nova Jérsia é gerada por impostos estaduais, sendo que o restante vem de verbas recebidas do governo federal e de empréstimos. Em 2002, o governo do estado gastou 41,988 bilhões de USD, tendo gerado 32,709 bilhões de USD. A dívida governamental da Nova Jérsia é de 32,093 bilhões de USD. A dívida per capita é de 3 743 USD, o valor dos impostos estaduais per capita é de 2 137 USD, e o valor dos gastos governamentais per capita é de 4 897 USD.
Não há um partido político que domine politicamente o estado. Tanto os republicanos e os democratas elegeram ao longo do século XX e em tempos recentes um número similar de políticos de caráter regional (prefeitos, etc), senadores e membros da Assembléia estadual, governadores e outros oficiais importantes do governo da Nova Jérsia. A ausência de domínio de um dado partido político também estende-se a nível nacional, com número similar de senadores e membros da Câmara dos Representantes do estado sendo eleitos para o Congresso dos Estados Unidos, e com os votos no colégio eleitoral dos Estados Unidos bem divididos entre ambos os partidos.

## Demografia
O censo nacional de 2000 estimou a população da Nova Jérsia em 8 414 350 habitantes, um crescimento de 8,8% em relação à população do estado em 1990, de 7 730 188 habitantes. Uma estimativa realizada em 2005 estima a população em 8 717 925 habitantes, um crescimento de 12,7% em relação à população em 1990; de 3,6%, em relação à população em 2000; e de 0,4% em relação à população estimada em 2004.
O crescimento populacional natural da Nova Jérsia entre 2000 e 2005 foi de 220 220 habitantes — 604 110 nascimentos menos 383 890 óbitos — o crescimento populacional causado pela imigração foi de 290 194 habitantes, enquanto que a migração interestadual resultou na perda de 194 901 habitantes. Entre 2000 e 2005 a população da Nova Jérsia cresceu em 303 578 habitantes, e entre 2004 e 2005 em 32 759 habitantes.

### Raças e etnias
Composição racial da população da Nova Jérsia:
- 68,6% — brancos
- 13,7% — afro-americanos
- 8,3% — asiáticos
- 0,3% — nativos norte-americanos
- 2,7% — duas ou mais raças
- 6,4% outras raças

OBS: 17,7 % da população era de hispânicos de qualquer raça.
Os cinco maiores grupos étnicos da Nova Jérsia são italianos (que compõem 17,9% da população), irlandeses (15,9%), afro-americanos (13,6%), alemães (12,6%), suecos (9,6%), coreanos (7,9%), e poloneses (6,9%).
Nova Jérsia possui a décima quinta maior percentagem de grupos étnicos ou raciais minoritários entre qualquer estado norte-americano, e a segunda maior percentagem entre qualquer estado do norte estadunidense. Também possui a segunda maior percentagem de judeus e a segunda maior percentagem de muçulmanos. Está atrás apenas, respectivamente, de Illinois e de Michigan. Nova Jérsia possui a terceira maior percentagem de italianos no país, e altas percentagens de afro-americanos, hispânicos, árabes e asiáticos.
A raça ou etnia predominante, por condado, é:

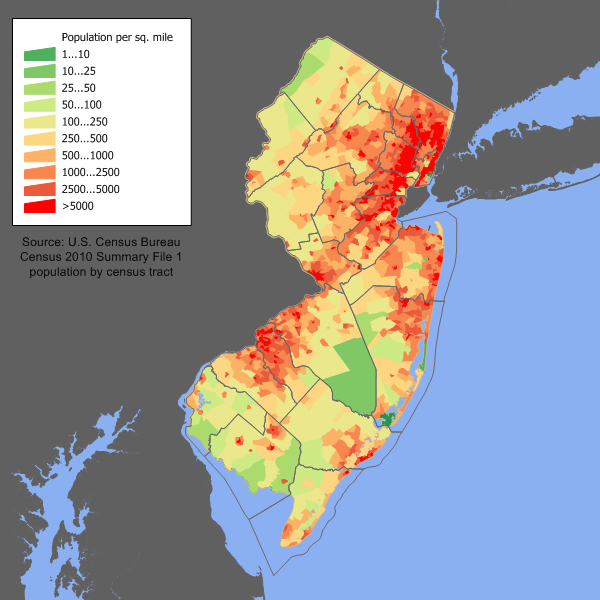
Distribuição da densidade populacional da Nova Jérsia.

- Italianos — Condados de Bergen, Morris, Somerset, Ocean e Monmouth;
- Irlandeses — Condado de Sussex;
- Afro-americanos — Condados de Essex, Union e Mercer;
- Alemães — Condados de Warren e Hunterdon;
- Poloneses — Condado de Middlesex;
- Hispânicos — Condados de Hudson e Passaic.

6,7% da população da Nova Jérsia possui menos de cinco anos de idade, 24,8% possui menos de 18 anos de idade, e 13,2% possui 65 anos ou mais de idade. Pessoas do sexo feminino compõem aproximadamente 51,5% da população do estado.
Newark e Camden são duas das cidades mais pobres dos Estados Unidos mas, no geral, o estado possui a maior renda média anual entre qualquer estado norte-americano, bem como a segunda maior renda per capita do país, atrás apenas de Connecticut. Isto ocorre pelo fato de que grande parte da Nova Jérsia é composta por subúrbios, muitos de classe média-alta e alta, da Nova Iorque, localizada no estado homônimo, ou da Filadélfia, localizada ne estado da Pensilvânia.
Nova Jérsia é o estado mais densamente habitado do país, e o primeiro e único onde toda a população de seus condados mora em sua maior parte em áreas urbanas. Nenhum condado da Nova Jérsia é majoritamente rural.

### Religião
Religião em Jérsia (2014)
De acordo com um estudo de 2014 do Pew Research Center, 67% da população da cidade se identificou como cristã, com 31% professando frequência a uma variedade de Protestantismo e 34% professando crenças católicas romanas. enquanto 18% afirma não ter nenhuma afiliação religiosa. O mesmo estudo diz que outras religiões (incluindo judaísmo, budismo, islã e hinduísmo) representam coletivamente cerca de 14% da população.
Por número de adeptos, as maiores denominações em Nova Jérsia, de acordo com a Association of Religion Data Archives em 2010, foram a Igreja Católica Romana com 3 235 290; Islã com 160 666; e a Igreja Metodista Unida com 138 052. O maior templo hindu do mundo foi inaugurado em Robbinsville, Mercer County, no centro da Nova Jérsia durante 2014, um templo BAPS. Em janeiro de 2018, Gurbir Grewal se tornou o primeiro procurador-geral Sikh americano nos Estados Unidos. Em janeiro de 2019, Sadaf Jaffer se tornou a primeira prefeita muçulmana americana, primeira prefeita do Sul da Ásia e primeira prefeita paquistanesa-americana nos Estados Unidos, de Montgomery no condado de Somerset.

### Principais cidades

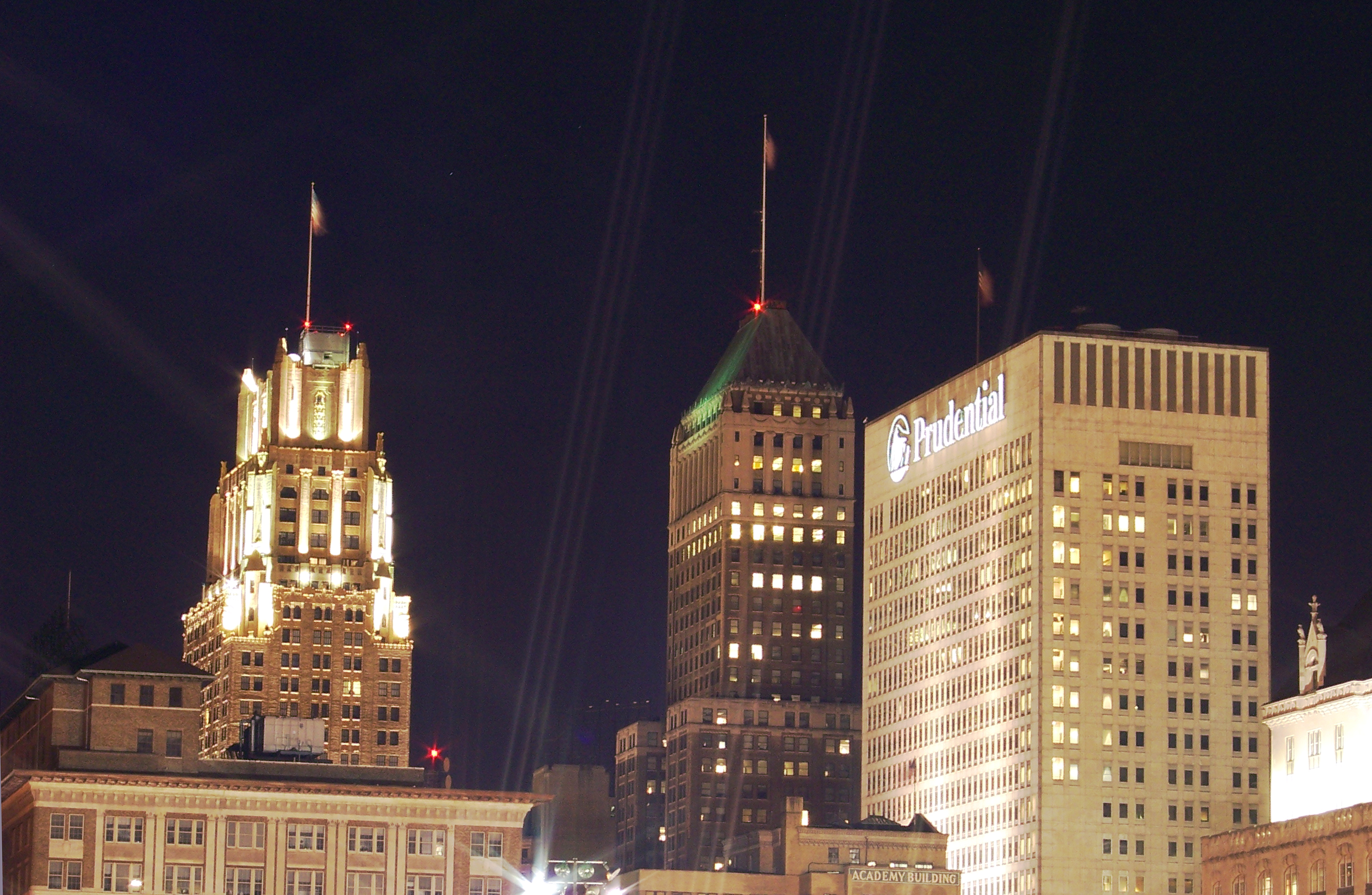
Newark.

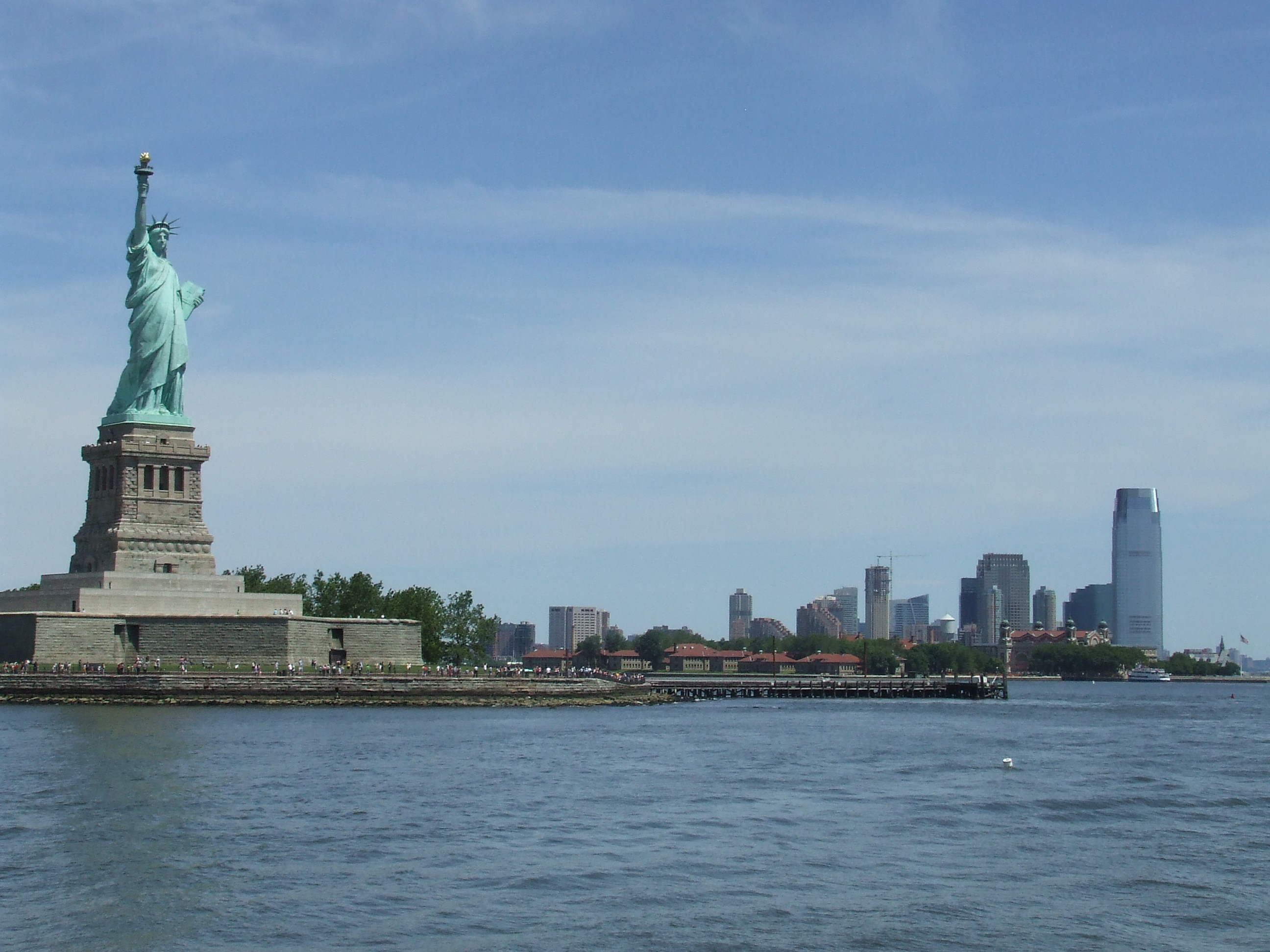
Jersey City.

Cidades com mais de 100 mil habitantes
- Newark: 273 546 (estimativa da população em 2003: 278 mil habitantes)
- Jersey City: 240 055 (estimativa em 2003: 242 mil habitantes)
- Paterson: 149 222 (estimativa em 2003: 152 mil habitantes)
- Elizabeth: 120 568 (estimativa em 2003: 124 mil habitantes)
- Edison: 97 687 (estimativa em 2003: 101 mil habitantes)
- Woodbridge: 97 203 (Estimativa 2003: 108 mil habitantes)

Áreas urbanas com entre 100 e 60 mil habitantes
- Municipalidade de Dover: (estimativa da população em 2003: 93 mil habitantes) (obs: não confundir esta municipalidade com a cidade de Dover, localizada em outro condado.)
- Municipalidade de Hamilton: 87 109
- Toms River: 86 327
- Trenton: 85 403
- Camden: 79 904
- Clifton: 78 672
- Municipalidade de Brick: 76 119
- Cherry Hill: 69 965
- East Orange: 69 824
- Passaic: 67 861
- Union City: 67 088
- Municipalidade de Middletown: 66 327
- Gloucester: 64 350
- Bayonne: 61 842
- Irvington: 60 695
- Old Bridge: 60 456
- Municipalidade de Lakewood: 60 352

Outras áreas urbanas (menos de 60 mil habitantes)
- Asbury Park
- Atlantic City
- Municipalidade de Ewing
- Fort Lee
- Municipalidade de Garfield
- Hackensack
- Hoboken
- Municipalidade de Jackson
- Municipalidade de Lambertville
- Long Branch
- Montclair
- Morristown
- New Brunswick
- Plainfield
- Point Pleasant
- Princeton
- Red Bank
- South Orange
- Teaneck
- Union
- Wayne
- West Orange
- Wildwood

## Economia

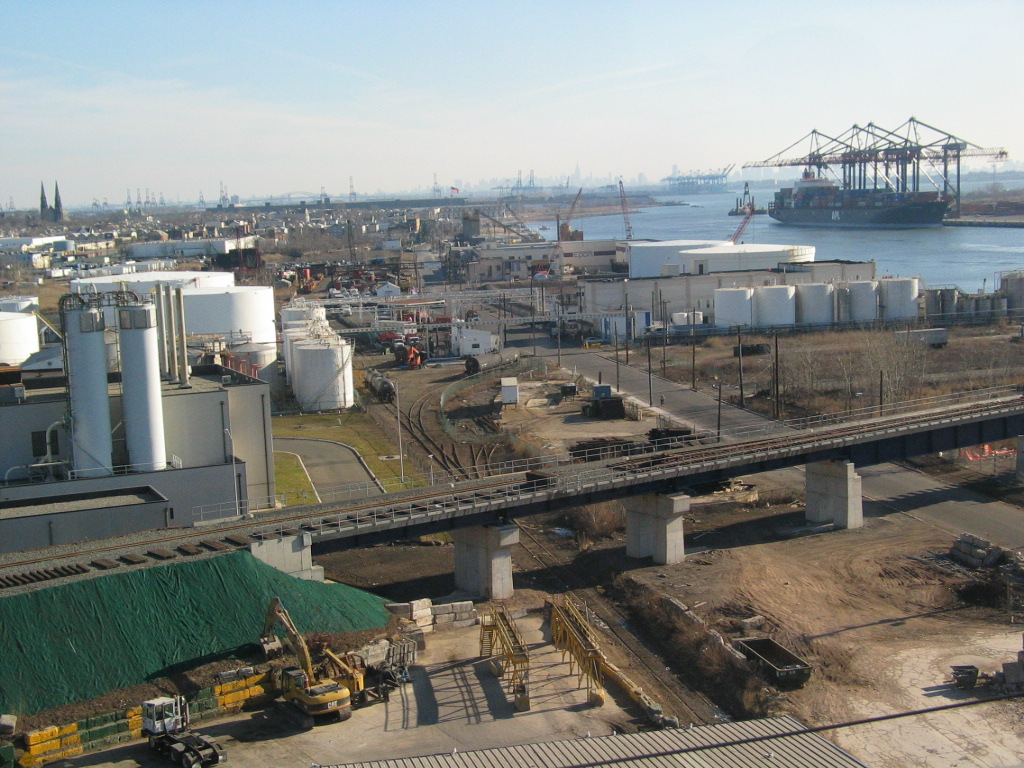
Centro industrial em Elizabeth.

O produto interno bruto da Nova Jérsia foi de 434 bilhões de USD em 2010, a oitava maior do país. O estado possui a quarta maior renda per capita do país, de 40 427 USD em 2003. A taxa de desemprego da Nova Jérsia é de 4,8%.
O setor primário responde por cerca de 1% do PIB do estado, que possui 9,6 mil fazendas, que cobrem aproximadamente um sexto de sua área. Juntas, a agricultura e a pecuária respondem por 1% do PIB do estado, e empregam aproximadamente 58 mil pessoas. Os efeitos da indústria madeireira e da pesca, por outro lado, são negligíveis na economia da Nova Jérsia. A pesca emprega cerca de quatro mil pessoas, e o valor anual coletado no estado é de 110 milhões de USD. A silvicultura emprega cerca de 1,5 mil pessoas.
O setor secundário responde por 18% do PIB da Nova Jérsia. A indústria de manufatura responde por 14% do PIB do estado e emprega aproximadamente 484 mil pessoas. O valor total dos produtos fabricados é de 52 bilhões de USD. Os principais produtos industrializados fabricados são produtos químicos, alimentos industrializados, produtos eletrônicos em geral, produtos de plástico e borracha em geral, e material impresso. Nova Jérsia é um dos líderes nacionais na produção de produtos químicos em geral. A indústria da construção responde por 4% do PIB do estado, empregando aproximadamente 214 mil pessoas. A mineração responde por menos de 0,01% do PIB, empregando cerca de três mil pessoas. O principal recurso natural extraído no estado é o arenito.
O setor terciário responde por 81% do PIB da Nova Jérsia. O estado é um grande pólo financeiro, em parte por estar situada entre dois dos principais centros financeiros do país, Nova Iorque e Filadélfia. Serviços financeiros e imobiliários são facilmente a maior fonte de renda, respondendo atualmente por cerca de 24% do PIB, e empregando aproximadamente 445 mil pessoas. Cerca de 22% do PIB do estado são gerados através de serviços comunitários e pessoais. Este setor emprega cerca de 1,62 milhões de pessoas. O comércio por atacado e varejo responde por 17% do PIB, e emprega aproximadamente 1,033 milhões de pessoas. Serviços governamentais respondem por 9% do PIB, empregando aproximadamente 604 mil pessoas. Transportes, telecomunicações e utilidades públicas empregam 303 mil pessoas, e respondem por 9% do PIB da Nova Jérsia. 75% da eletricidade gerada em Nova Jérsia é produzida em usinas nucleares, 15% em usinas termelétricas a carvão, 7% em usinas termoelétricas a gás natural, e a maior parte do restante é produzida em usinas termoelétricas a petróleo.

## Educação

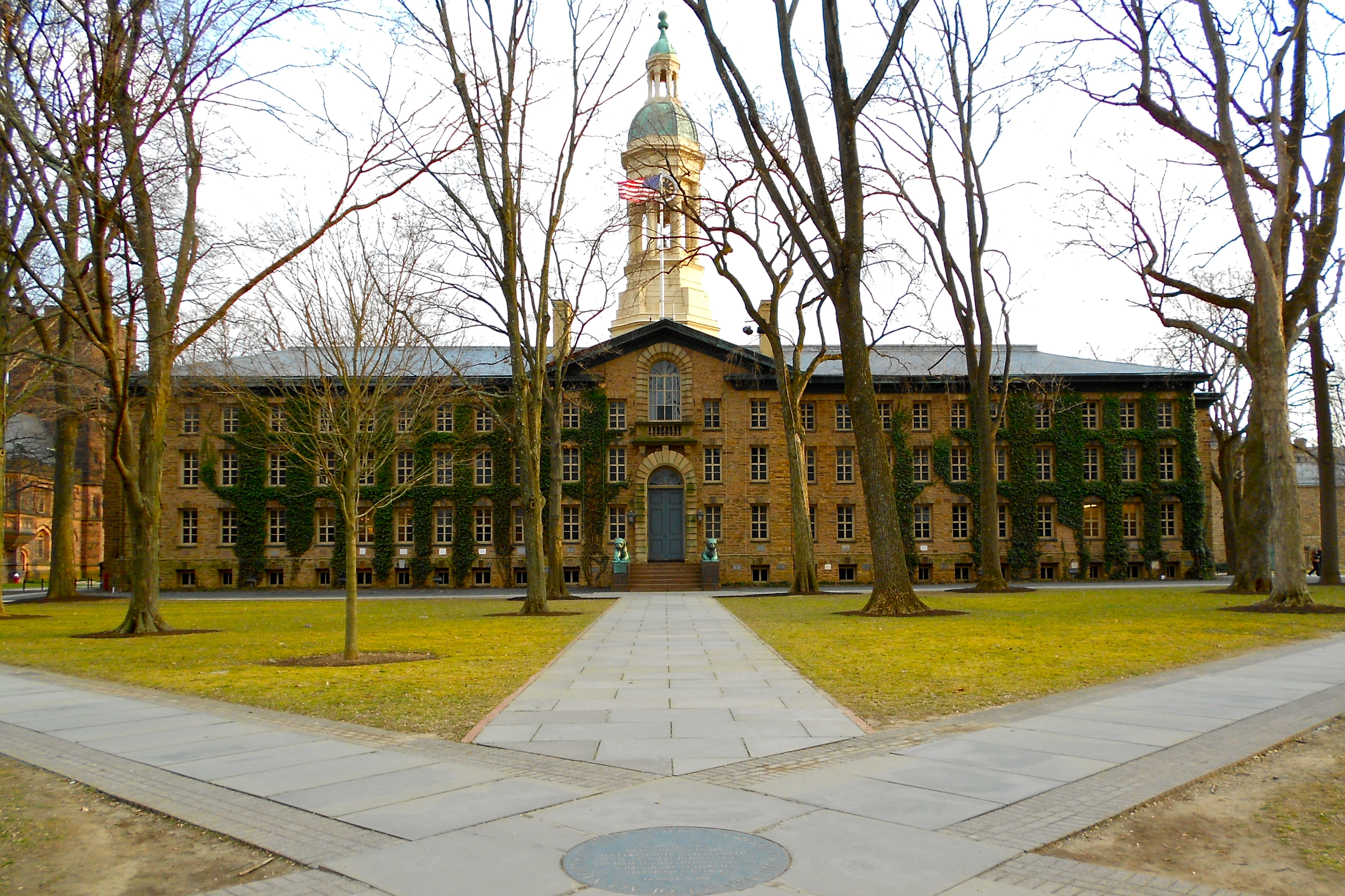
Universidade de Princeton.

Até 1817 Nova Jérsia não tinha escolas públicas, apenas escolas privadas, voltadas à educação de filhos de ricos proprietários da região. O estado instituiu um sistema de escolas pública em 1817, quando o governo estadual instituiu um fundo econômico permanente voltado para o fornecimento de verbas ao sistema de escolas públicas. Atualmente, Nova Jérsia possui um dos melhores sistemas de educação pública do país. 54% dos alunos que completam o segundo grau (high school) no estado continuam seus estudos em faculdades ou universidades — empatada em segundo lugar com Massachusetts, e atrás apenas de Dakota do Norte, onde 59% dos alunos que obtém o diploma de segundo grau continuam seus estudos em instituições de educação superior.
Atualmente, todas as instituições educacionais em Nova Jérsia precisam seguir regras e padrões ditadas pelo Conselho de Educação da Nova Jérsia. Este conselho — composto por 13 membros indicados pelo governador e aprovados pelo Senado — é responsável pelo parcial controle do sistema de escolas públicas estaduais, que está dividido em diferentes distritos escolares. Estes distritos escolares são mais independentes em relação ao Conselho de Educação estadual, mas também possuem maiores responsabilidades do que distritos escolares em outros estados norte-americanos.
Cada cidade primária (city), diversas cidades secundárias (towns) e cada condado são servidos por um distrito escolar. Nas cidades, a responsabilidade de administrar as escolas é do distrito escolar municipal, enquanto que em regiões menos densamente habitadas esta responsabilidade é dos distritos escolares operando em todo o condado em geral. Nova Jérsia permite a operação de escolas charter — escolas públicas independentes, que não são administradas por distritos escolares, mas que dependem de verbas públicas para operar. O atendimento escolar é compulsório para todas as crianças e adolescentes com mais de seis anos de idade, até a conclusão do segundo grau, ou até os dezesseis anos de idade.
Em 1999, as escolas públicas da Nova Jérsia atenderam cerca de 1,289 milhão de estudantes, empregando aproximadamente 95,9 mil professores. Escolas privadas atenderam cerca de 198,6 mil estudantes, empregando aproximadamente 15,5 mil professores. O sistema de escolas públicas estadual consumiu cerca de 12,285 bilhões de USD, e o gasto das escolas públicas foi de aproximadamente 10,7 mil USD por estudante. Cerca de 86,2% dos habitantes com mais de 25 anos de idade possui um diploma de segundo grau.
A primeira biblioteca da Nova Jérsia foi fundada em Trenton, em 1750. Atualmente, o estado possui 309 sistemas de bibliotecas públicas que movimentam anualmente uma média de 5,9 livros por habitante. Duas das universidades mais antigas dos Estados Unidos, e as mais antigas do estado, foram fundadas em Nova Jérsia — a Universidade de Princeton, fundada em 1746, e a Universidade do Estado da Nova Jérsia, fundada em 1766. Atualmente, o estado possui 57 instituições de educação superior, das quais 33 são públicas e 24 são privadas.
Nova Jérsia possui mais cientistas e engenheiros universitários do que qualquer outro estado norte-americano.

## Transportes e telecomunicações

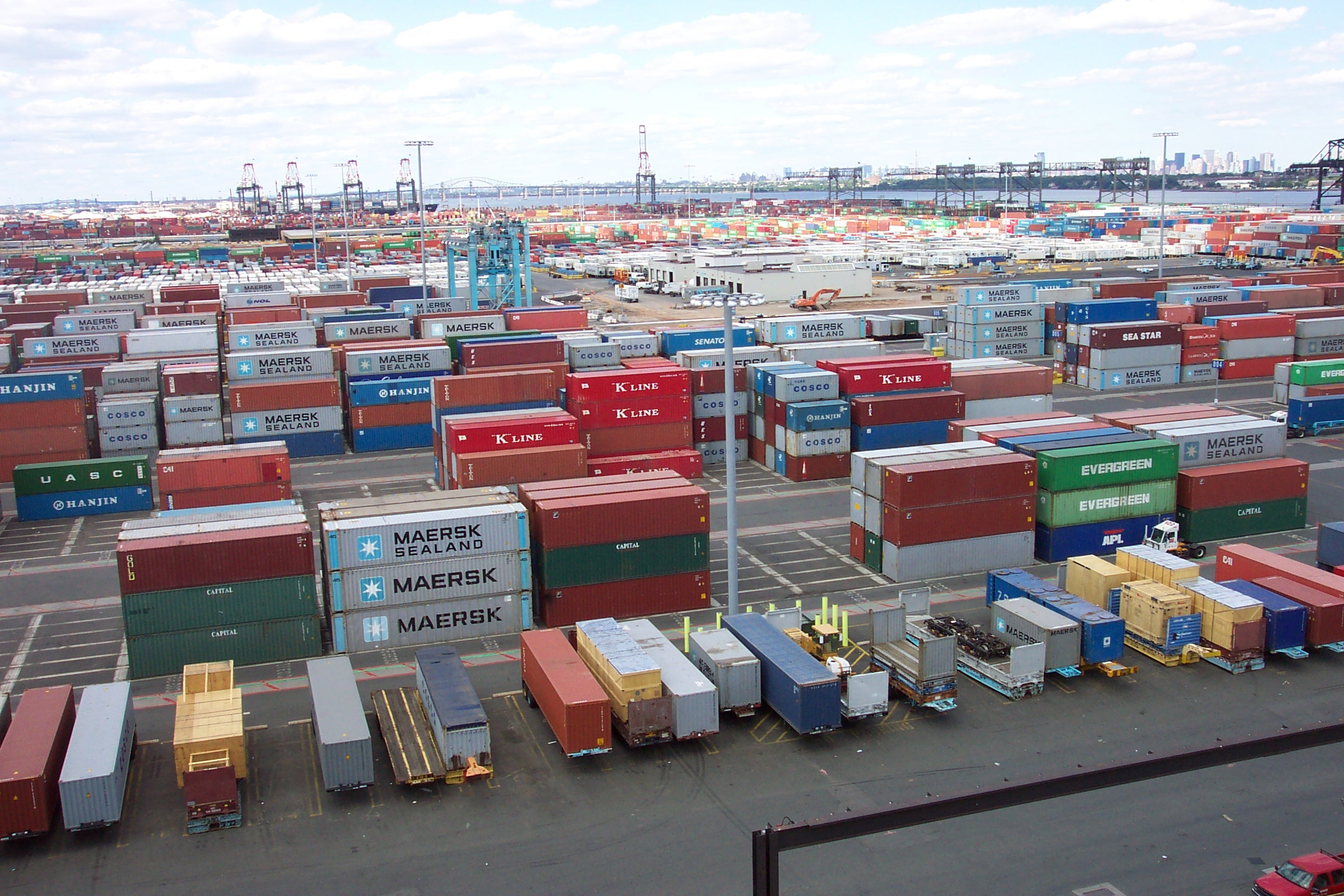
Vista de parte do complexo portuário da Nova Jérsia-Nova Iorque, um dos portos mais movimentados do mundo.

O estado da Nova Jérsia em geral é um dos principais pólos de transporte dos Estados Unidos, sendo facilmente um dos principais centros aeroportuários e portuários do país, bem como um dos principais centros ferroviários e rodoviários dos Estados Unidos.
Em 2002, Nova Jérsia possuía 1 479 km de ferrovias. Em 2003, possuía 62 687 km de estradas e ferrovias, dos quais 694 km eram considerados parte do sistema federal de rodovias interestaduais. Uma das principais rodovias do estado é a New Jersey Turnpike, inaugurada em 1952, e ampliada para sua atual extensão de 196 km, sendo que atualmente possui 12 faixas de largura em diversas regiões, fazendo da rodovia uma das mais largas do país. É também uma das mais movimentadas dos Estados Unidos, por onde transitam mais de 200 milhões de veículos anualmente.
O estado possui um dos aeroportos mais movimentados do mundo, o Aeroporto Internacional Liberdade de Newark, em Newark, que atende à população da região metropolitana da Nova Iorque, e é um dos centros operacionais da Continental Airlines.
O primeiro jornal da Nova Jérsia, o New Jersey Gazette, foi publicado pela primeira vez em 1777, em Burlington. O New Jersey Gazette era um jornal semanal. O primeiro jornal a ser publicado diariamente foi o Newark Daily Advertiser, publicado pela primeira vez em Newark, em 1832. Atualmente são publicados em Nova Jérsia cerca de 245 jornais, dos quais 20 são diários. Cerca de 450 periódicos diferentes são impressos no estado.
A primeira estação de rádio da Nova Jérsia foi fundada em 1921, em Newark. Esta estação de rádio foi a segunda rádio comercial a entrar em operação nos Estados Unidos, operando atualmente na cidade vizinha da Nova Iorque. A primeira estação de televisão foi fundada em 1948, em Newark. Atualmente, Nova Jérsia possui cerca de 139 estações de rádio e aproximadamente nove estações de televisão, além de ser amplamente servida por estações dos estados vizinhos da Nova Iorque e Pensilvânia, devido ao seu pequeno tamanho.

## Cultura
Três dos mais renomados cientistas da história da humanidade viveram e trabalharam em Nova Jérsia por muitos anos: Thomas Edison, que inventou a lâmpada incandescente e o fonógrafo, tinha seu laboratório localizado em Menlo Park; Samuel Morse, que inventou o telégrafo, em Morristown; e Albert Einstein, que trabalhou no Institute for Advanced Study in Princeton, na Universidade de Princeton.
Diversos artistas nasceram e/ou cresceram em Nova Jérsia; entre eles estão Frank Sinatra e Buddy Valastro, de Hoboken; Whitney Houston, de Newark; Dione Warwick, de Orange; Jon Bon Jovi, de Perth Amboy; Count Basie, de Red Bank; Zakk Wylde (guitarrista de Ozzy Osbourne), de Jersey City; Bruce Springsteen e Lauryn Hill, de South Orange; e Deborah Harry (da banda Blondie), de Hawthorne. Gerard Way e seu irmão Mikey Way nasceram em Newark; e os guitarristas Frank Iero e Ray Toro, em Belleville e Kearny, cantora e atriz Ashley Tisdale , no Condado de Monmouthe o grupo de irmãos Jonas Brothers de Wyckoff; no Voorhees, o Josh Farro (ex-guitarrista do Paramore), seu irmão mais novo Zac Farro (ex-baterista do Paramore) e também a cantora e atriz Queen Latifah.
Gotham City, famosa cidade fictícia nos desenhos em quadrinhos da DC Comics, está situada em Nova Jérsia.

### Símbolos do estado
- Árvore: Carvalho vermelho
- Cognome: Garden State
- Dança: Quadrilha
- Dinossauro: Hadrossauro
- Flor: Violeta
- Inseto: Abelha
- Lema: Liberty and prosperity (Liberdade e prosperidade)
- Mamífero aquático: Peixe-boi
- Mamífero terrestre: Cavalo
- Pássaro: Pintassilgo americano
- Peixe: Truta-de-arroio
- Réptil: Jacaré americano

## Esportes

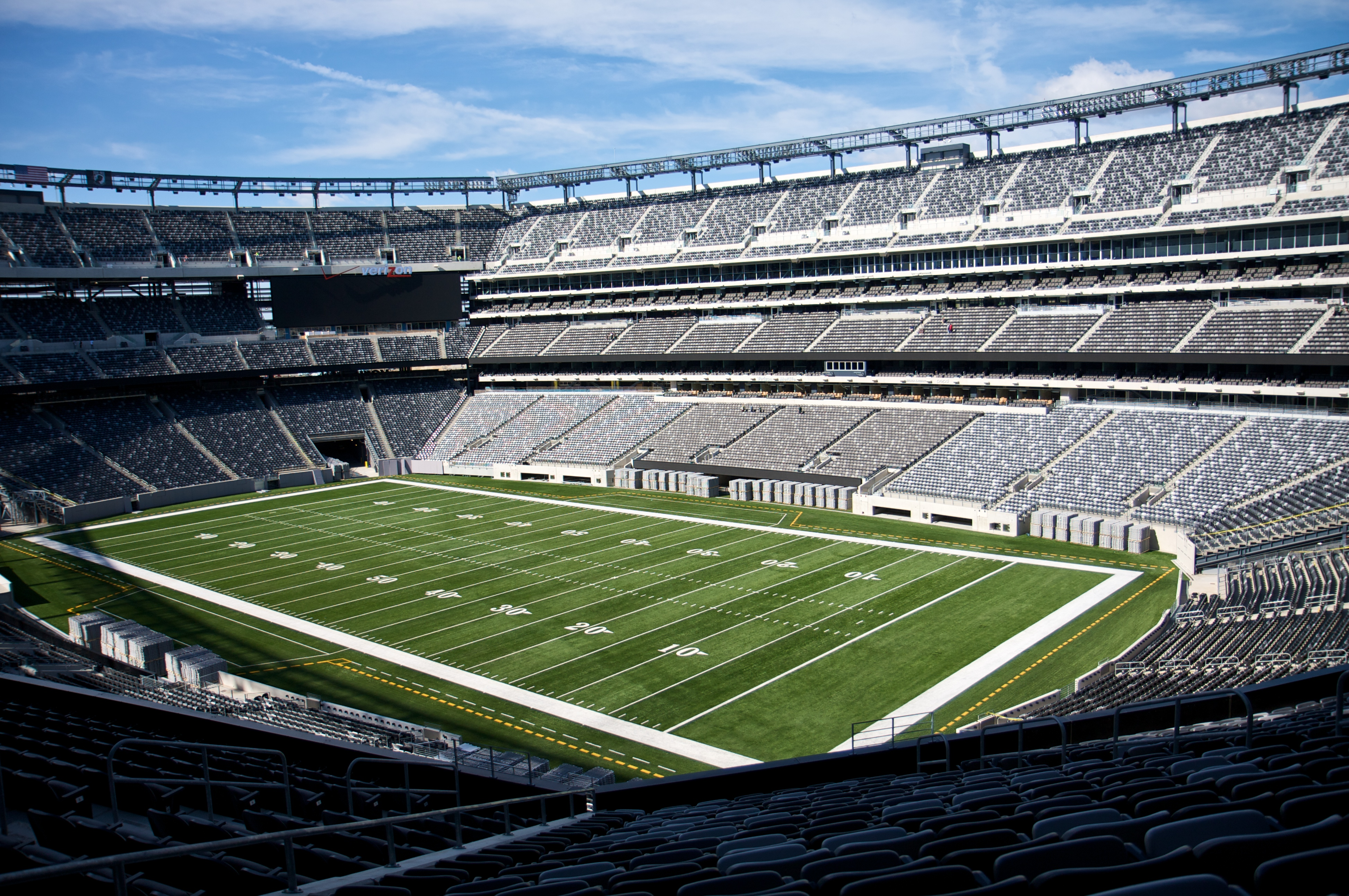
MetLife Stadium em East Rutherford, casa do New York Giants e do New York Jets.

Atualmente, Nova Jérsia possui seis times das principais ligas esportivas profissionais, embora um time da MLS e dois times da NFL se identifiquem como sendo da área metropolitana da Nova Iorque.

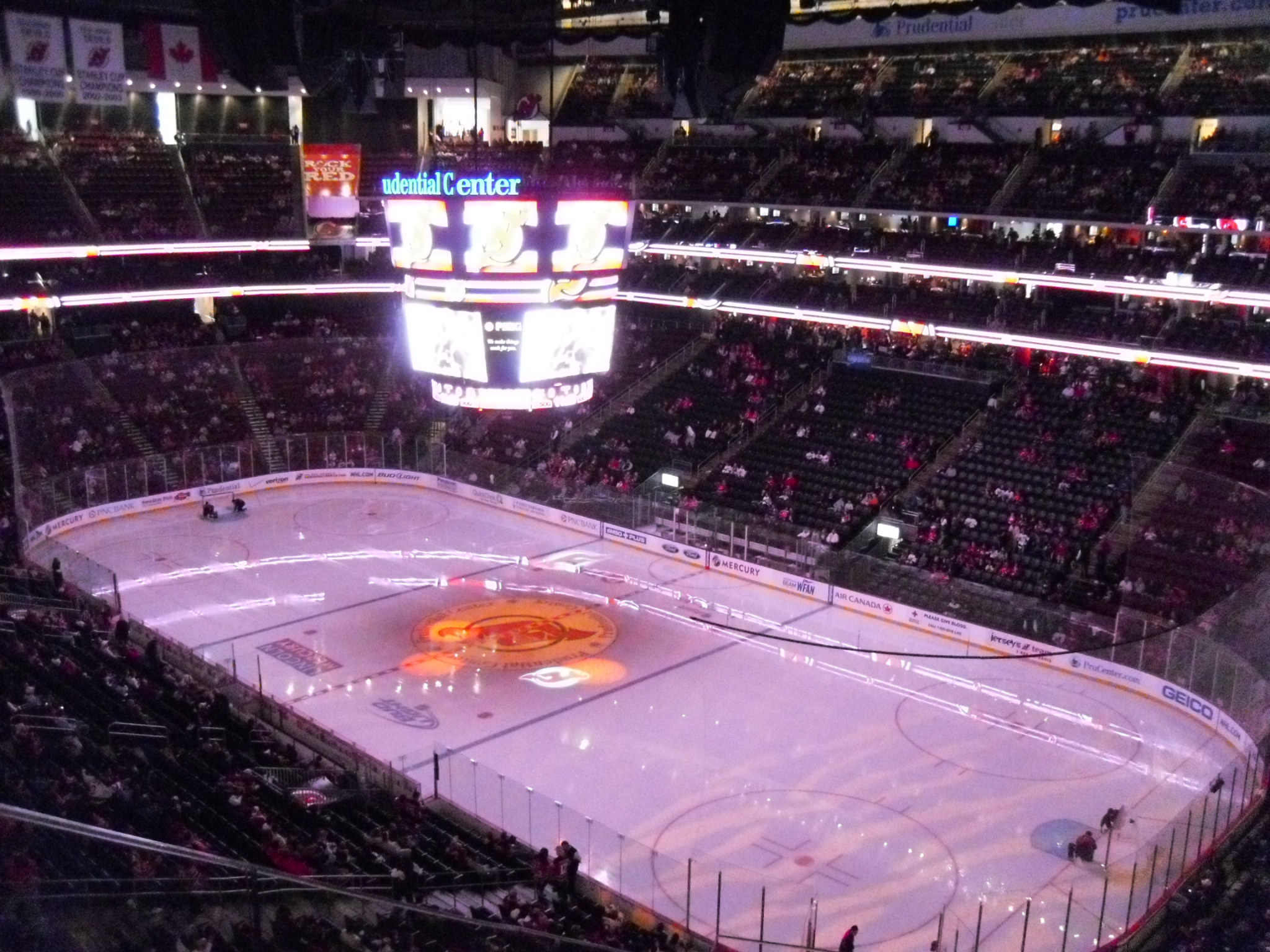
Prudential Center em Newark, casa do New Jersey Devils.

O time de hóquei no gelo New Jersey Devils da NHL, com sede em Newark que manda seus jogos no Prudential Center, é a única franquia de esportes das grandes ligas a receber o nome do estado. Fundado em 1974 em Kansas City, no Missouri, como Kansas City Scouts, a equipe jogou em Denver, no Colorado, como o Colorado Rockies de 1976 até a primavera de 1982, quando o arquiteto naval, empresário e John J. McMullen, natural de Jersey City, comprou, renomeou e mudou a franquia para a Brendan Byrne Arena, no Complexo Esportivo de Meadowlands, em East Rutherford. Embora a equipe tenha tido fracos resultados em Kansas City, Denver e seus primeiros anos em Nova Jérsia, os Devils começaram a melhorar no final da década de 1980 e início da de 1990, sob o comando do presidente e gerente geral do Hall of Fame, Lou Lamoriello. A equipe venceu a Stanley Cup em 1995, 2000 e 2003. É o mais jovem das nove equipes da liga principal na área metropolitana da Nova Iorque. Os Devils estabeleceram seguidores nas partes norte e central do estado, conquistando um lugar no mercado de mídia, uma vez dominado pelos New York Rangers e New York Islanders.
Em 2018, o time de hóquei no gelo Philadelphia Flyers da NHL renovou e expandiu sua instalação de treinamento, a Zona de Skate do Virtua Center Flyers, em Voorhees Township, na parte sul do estado.
As duas equipes da NFL da Área Metropolitana da Nova York, o New York Giants e o New York Jets, jogam no MetLife Stadium, no Complexo Esportivo de Meadowlands, em East Rutherford. Construído por cerca de US $ 1,6 bilhão, sendo o estádio mais caro já construído.
O time de futebol New York Red Bulls da MLS joga no Red Bull Arena, um estádio específico de futebol em Harrison, do outro lado do Rio Passaic, no centro de Newark. De 1977 a 2012, o estado teve um time da NBA, o New Jersey Nets, que mandou seus jogos no Rutgers Athletic Center, Prudential Center e Meadowlands Arena, posteriormente se mudou para Nova Iorque, sendo o atual Brooklyn Nets.
O Complexo Esportivo de Meadownlands também abriga a pista de corrida de cavalos Meadowlands Racetrack.

### Outras fontes
- «United States Census Bureau» (em inglês)
- «Website oficial da Nova Jérsia» (em inglês)
- «United States Department of Education» (em inglês)
- «United States Department of Commerce» (em inglês)
- «National Oceanic and Atmospheric Administration» (em inglês)
- Lurie, Maxine N;  et al. (2004). Encyclopedia of New Jersey. [S.l.]: Rutgers University Press. ISBN 0813533252